# Timarcha tenebricosa
Crache-sang, Timarque
Espèce
Le crache-sang, le timarque ou la chrysomèle noire (Timarcha tenebricosa) est une espèce d'insectes coléoptères de la famille des chrysomélidés d'Europe.
Il présente la particularité, en cas de dérangement, de faire le mort puis d'émettre par la bouche mais aussi par les articulations, un liquide rouge-orangé qui aurait un très mauvais goût pour les prédateurs. Ce liquide est de l'hémolymphe. 
Ce phénomène de « saignée réflexe » existe chez d'autres insectes aptères.

## Description
Ce gros chrysomélidé inoffensif est un animal au corps fortement bombé et aux élytres inhabituellement lisses, d'un aspect légèrement métallisé et mat.
Il est aptère et ses élytres sont soudés. Il ne peut donc pas voler.
Il se déplace lentement sur le sol, dans l'herbe et sur les plantes herbacées ou buissonnantes, et plutôt de nuit.
Cet insecte peut être confondu, adulte, avec certains bousiers (géotrupes) ou, au stade larvaire, avec des meloes.

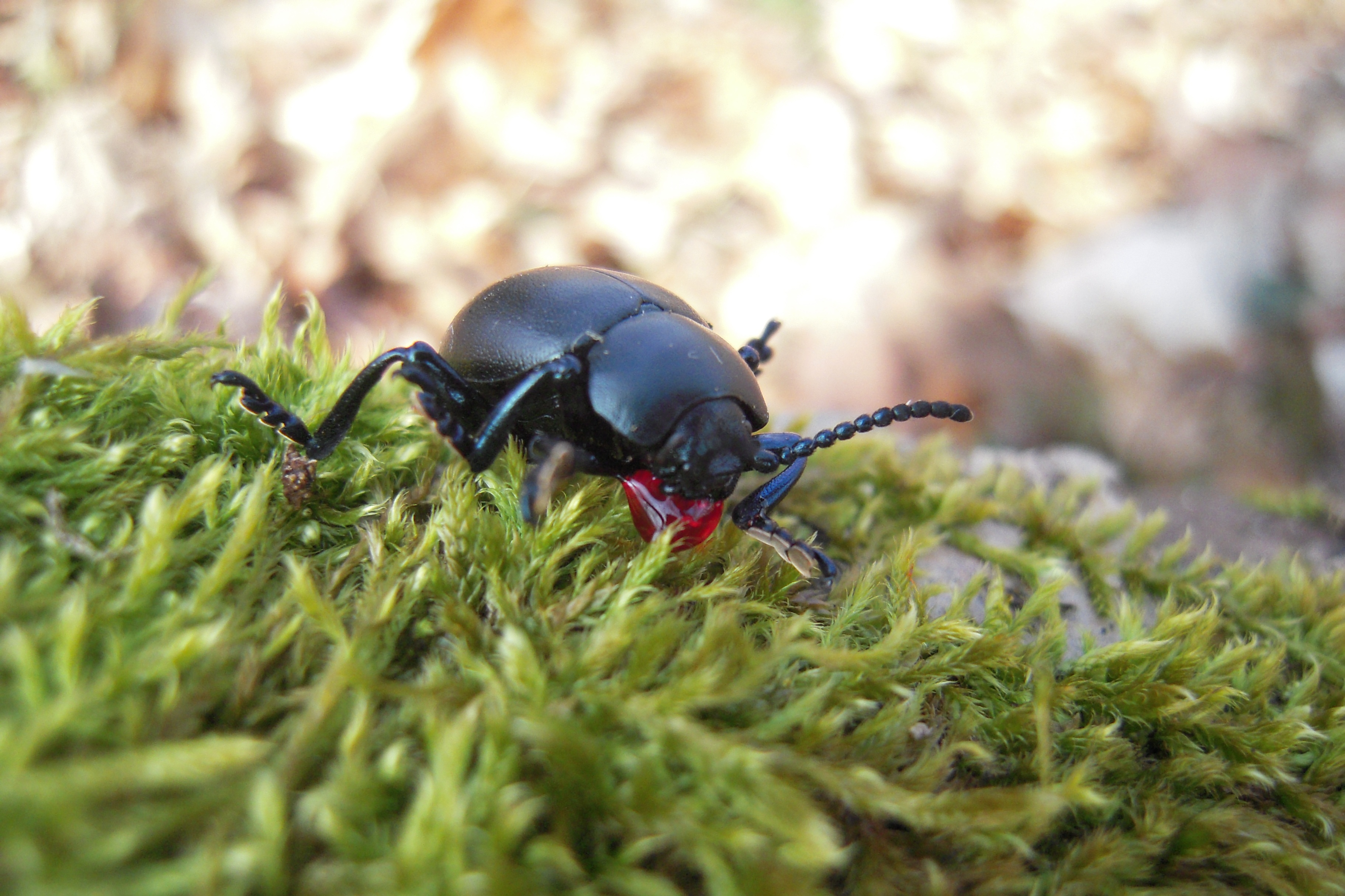
Timarcha tenebricosa est notamment caractérisé par des antennes épaisses, bien segmentées et pectinées, ainsi que par d'épais coussinets adhérents sous les pattes, terminés par un double crochet. Ses tarses très longs lui donnent une allure « haut sur pattes » inhabituelle chez les coléoptères eurasiatiques

## Habitat
C'est une espèce des zones enherbées, de lisières et de clairières forestières. 

## Alimentation
Il est réputé monophage, sa larve se nourrissant exclusivement de gaillet, en particulier des espèces à feuilles tendres comme Galium verum, Galium mollugo ou Galium odoratum et encore plus lorsqu'il s'agit de Phuopsis stylosa où l'on peut trouver plusieurs dizaines d'individus sur une même touffe recouvrant 0,25 m².   On le rencontre parfois sur d'autres plantes nitrophiles des milieux frais, humiques et riches, dont l'ortie ou la consoude.
Précoce, on peut l'observer dès les premiers beaux jours dans les endroits herbeux plutôt nitrophiles, les talus, les bords de chemins dès le mois de mars sur les gaillets des sables, les orties.

## Cycle de vie

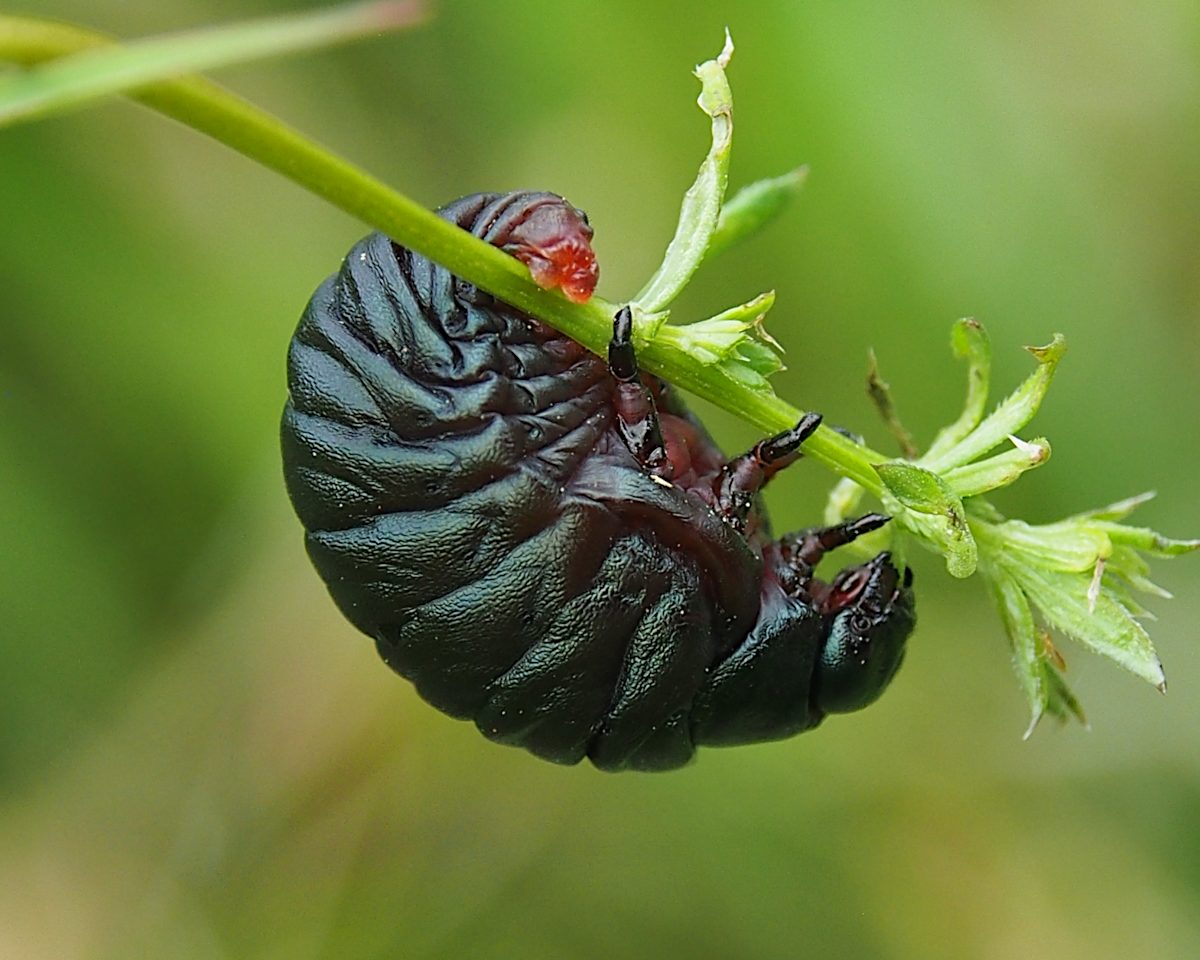
Larve

Les œufs sont pondus au printemps sur des gaillets. Ils donnent de grosses larves (atteignant 20 mm) bleu-noir caractéristiques, aux téguments rigides, qui vivent sur les plants de gaillets et qui, après nymphose à l'automne et diapause hivernale, donneront des adultes au printemps suivant.

## Statut, menaces
C'est une espèce qui semble en régression dans son aire naturelle de répartition. 

La fauche trop systématique des lisières, prairies et fossés ou talus de bords de route détruisent ses larves et/ou ses pupes. 

Une pollution générale de l'environnement par les pesticides (insecticides en particulier), ainsi que le recul de ses populations nourricières de gaillet dans ses biotopes pourraient être responsables d'un recul de l'espèce. 

Comme il ne vole pas, la fragmentation de son habitat et de ses biotopes par des routes, canaux, fossés remplis d'eau peuvent également contribuer à sa régression, voire localement à sa disparition.
Ce n'est pas une espèce protégée et son état de conservation n'a pas été évalué.

Marche ralentie (x 0,5) d'un Timarcha tenebricosa.

## Étymologie
Son nom viendrait d'un terme grec évoquant les élites qui, dans l’Antiquité, se devaient d'adopter une allure à la fois flegmatique et noble.
- Timarque marchant avec dignité, comme son nom grec l'indique

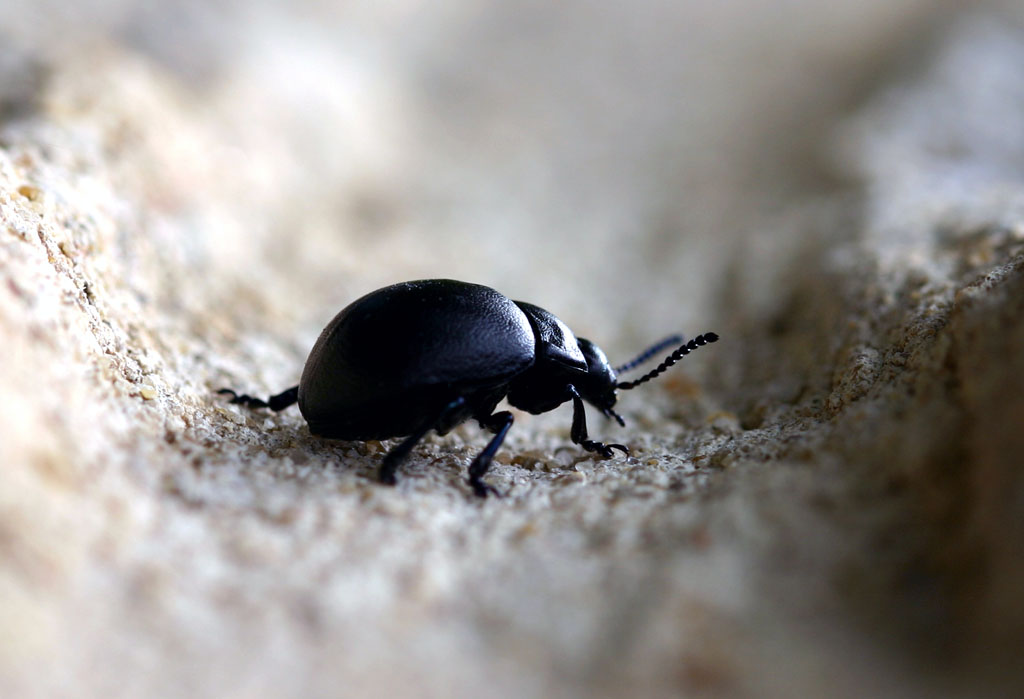
Timarcha tenebricosa
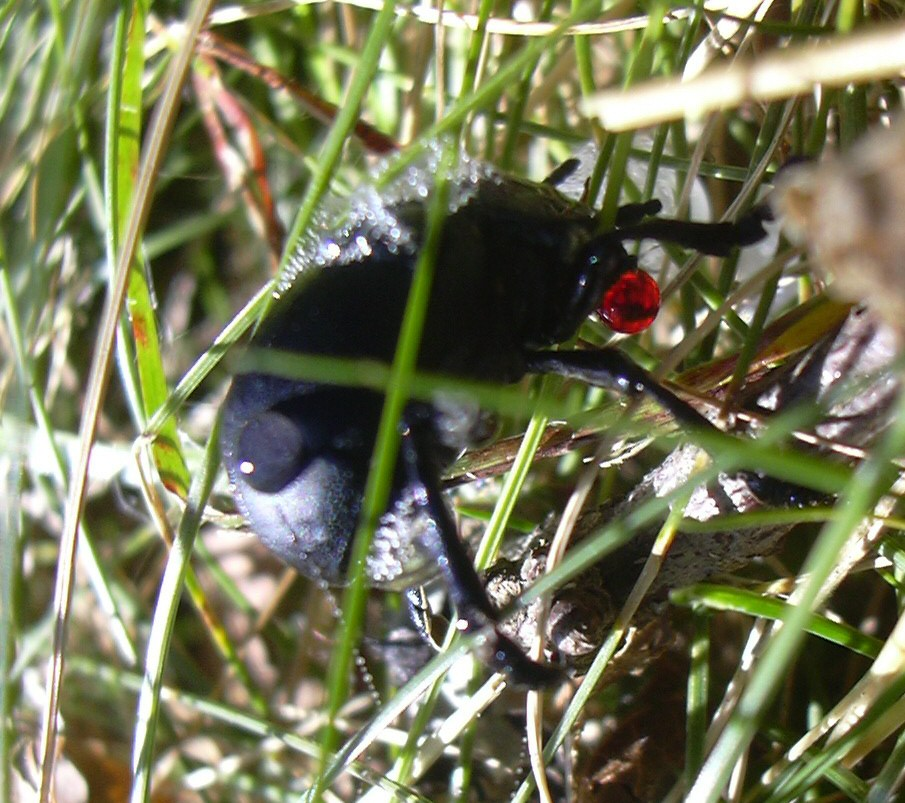
Timarcha tenebricosa émettant de l'hémolymphe par la bouche